# Parabezzia brasiliensis
Parabezzia brasiliensis är en tvåvingeart som beskrevs av Gustavo R. Spinelli och Eileen D. Grogan 1987. Parabezzia brasiliensis ingår i släktet Parabezzia och familjen svidknott. Inga underarter finns listade i Catalogue of Life.